# Kirschfruchtfliege
Die Kirschfruchtfliege (Rhagoletis cerasi) ist eine Fliege aus der Familie der Bohrfliegen (Tephritidae). Sie ist der bedeutsamste Schädling im Süßkirschenanbau, da sich ihre Made in Kirschen entwickelt.

## Merkmale
Die Fliegen werden 3,5 bis 5 Millimeter lang. Sie haben einen schwarzen Körper mit gelben Punkten am Kopf und Thorax. Das Schildchen (Scutellum) ist gelb. Ihre Flügel sind durchsichtig und mit vier schwarzblauen Binden sehr charakteristisch gefärbt. Sie haben grüne Facettenaugen.
Die Larven erreichen eine Länge von vier bis sechs Millimetern und haben einen weißlich gefärbten Körper.

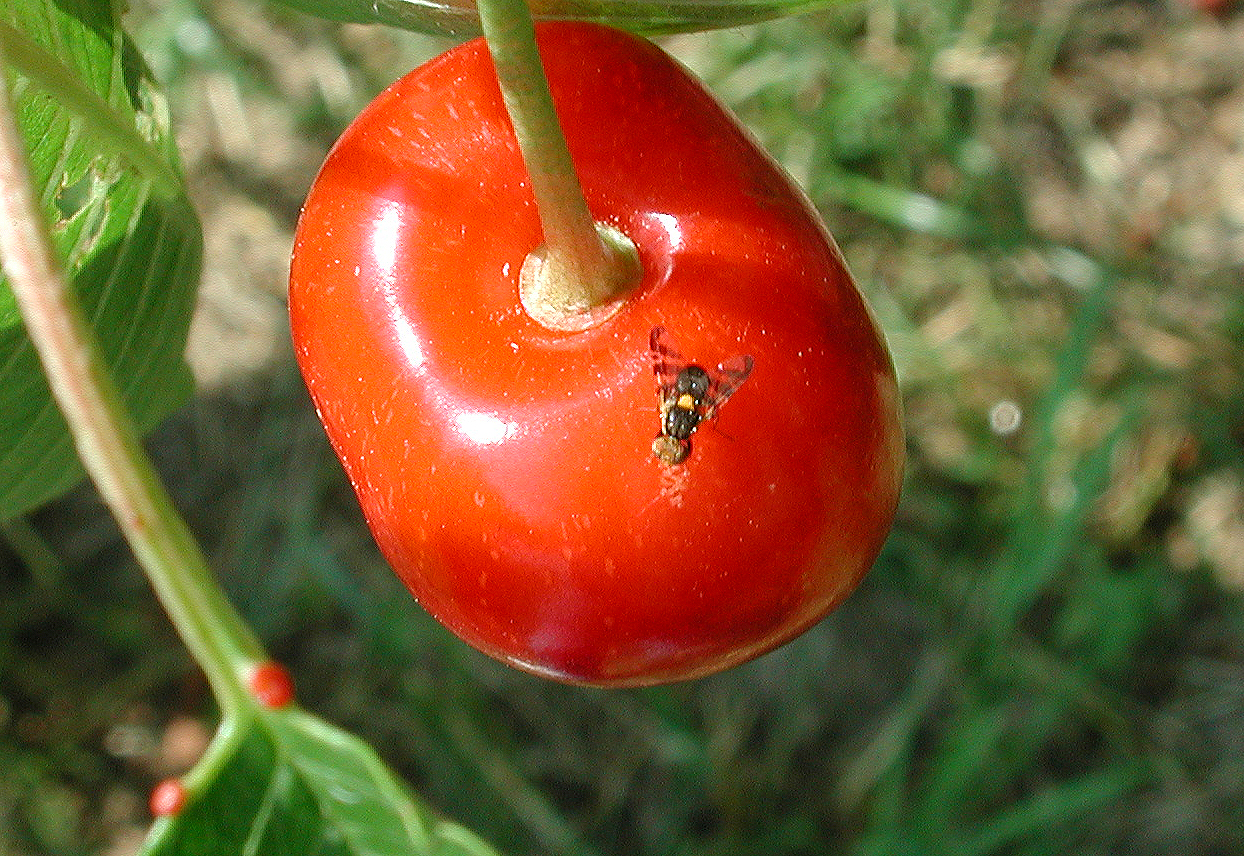
Kirschfruchtfliege auf einer Kirsche

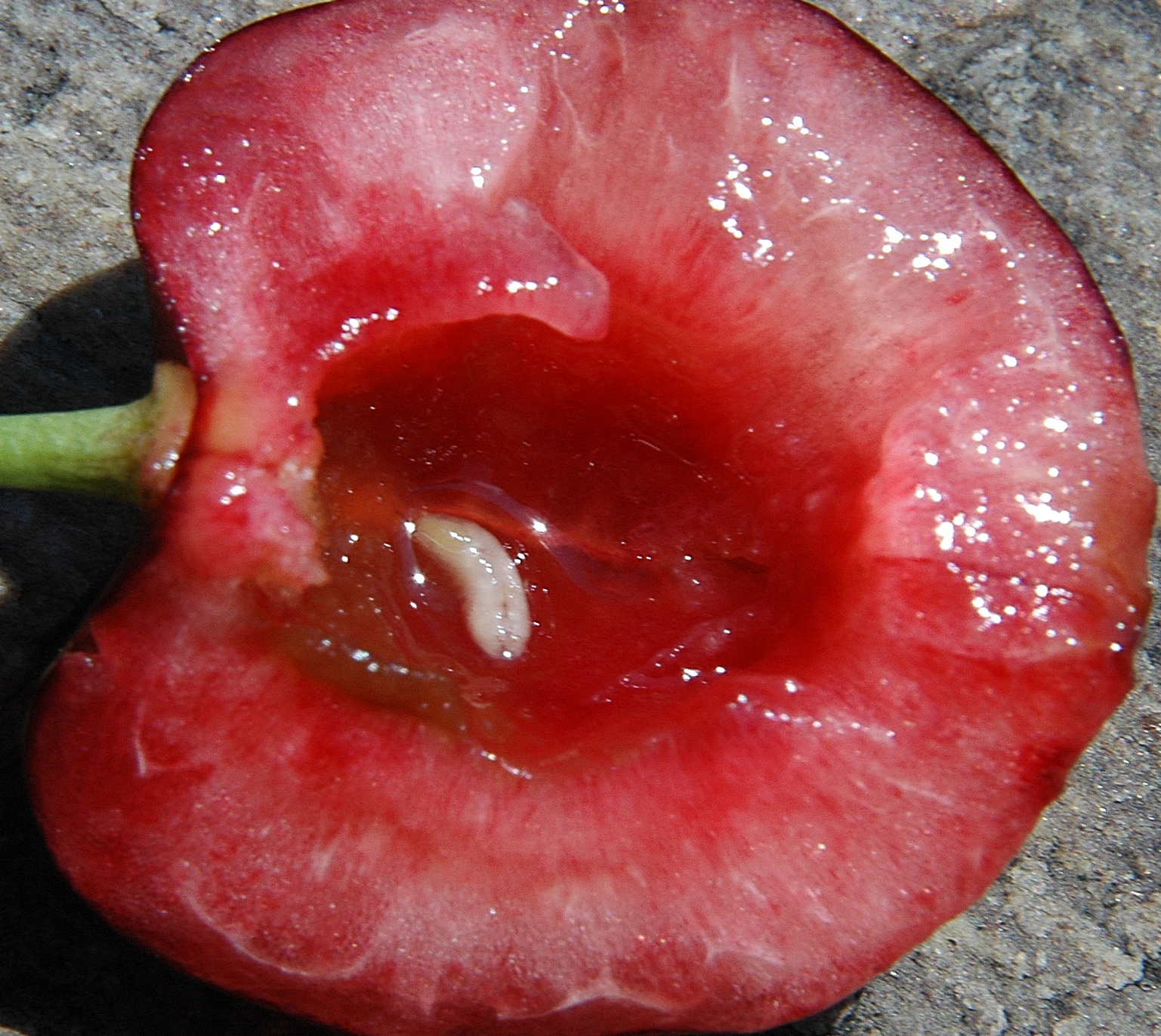
Made der Kirschfruchtfliege in einer geöffneten Kirsche

## Lebensweise
Die Larven der Fliegen entwickeln sich in den Früchten von Vogel-Kirschen (Prunus avium), Sauerkirschen (Prunus cerasus), Heckenkirschen (Lonicera), Schneebeeren (Symphoricarpos) und Gewöhnlichen Traubenkirschen (Prunus padus).
Die Flugzeit der Kirschfruchtfliegen ist je nach Temperatur zwischen Ende Mai und Anfang Juli. Bei Sonnenschein sitzen die Fliegen auf den Blättern und Früchten der Larven-Nahrungspflanzen und saugen austretenden Pflanzensaft. 10 bis 15 Tage nach dem Schlüpfen beginnen die Weibchen bei warmem Wetter mit der Eiablage. Gelegt werden 50 bis 80 Eier, die jeweils einzeln unterhalb der Epidermis von reif werdenden Früchten eingelegt werden. Nach 5 bis 12 Tagen schlüpfen die Maden, die sich vom Fruchtfleisch um den Kern ernähren. Dadurch beginnt die Frucht zu faulen und fällt zu Boden. Die Larven sind nach etwa 30 Tagen ausgewachsen und verlassen die Frucht, um sich in einigen Zentimetern Tiefe im Erdreich zu vergraben und zu verpuppen. Fällt die Frucht nicht ab, lassen sich die Tiere an einem Spinnfaden hinab. Die Insekten überwintern. Die Puppen können  auch zwei- oder dreimal überliegen, bevor die Imago dann im zweiten oder dritten Jahr schlüpft.
Zum Zeitpunkt des Fluges verringern kühle Temperaturen und hohe Niederschläge die Populationen der Fliegen. Dementsprechend sind in trockenen Jahren die Kirschbäume besonders befallen. Auch werden eher späte Sorten von der Fruchtfliege befallen, da frühe Sorten dann reifen, wenn sich die Fliegen noch nicht richtig entwickelt haben.

## Bekämpfung
Zur Bekämpfung der Kirschfruchtfliege im Amateur-Gartenbau werden sogenannte  Gelbfallen vermarktet. Diese werden zu Beginn der Gelbfärbung der Kirschen an der Süd- und Westseite des Baumes aufgehängt und erinnern die Fliegen an die Farbe der Kirschen. Die Fliegenfallen sind mit Leim bestrichen, wodurch die Fliegen beim Versuch, ihre Eier abzulegen, kleben bleiben. Einige Fallen werden mit einem Lockstoff ausgeliefert, der die Fliegen dazu animiert, die Falle als Flugziel zu bevorzugen. Pro Meter Baumhöhe sollten zwei Fallen zum Einsatz kommen. Eine einzelne Fliege kann bis zu 200 Eier legen und dadurch mehr als ein Kilogramm Kirschen befallen. Das Anbringen von Gelbfallen ist unzureichend, um sämtliche Früchte vor einem Madenbefall zu schützen.
Durch vollständiges Abernten des Baumes (einschließlich qualitativ minderwertiger oder verdorbener Kirschen) und baldiges Entfernen aller heruntergefallenen Früchte lässt sich vermeiden, dass Maden in den Boden wandern und im Folgejahr Kirschen befallen.
Um einem starken Befall vorzubeugen, können Kirschsorten gepflanzt werden, deren Früchte zum Zeitpunkt der Eiablage noch nicht weit genug gereift oder bereits abgeerntet sind. In Abhängigkeit vom Standortklima findet die Eiablage zu unterschiedlichen Zeitpunkten statt, wodurch es sehr vom Standort abhängig ist, welche Sorten weniger anfällig sind. Hühner und Enten scharren die Puppen aus dem Boden und fressen sie. Auch das Fallobst wird von diesen Tieren gerne vertilgt. Eine isolierende Bodenbedeckung, z. B. mit Mulchmaterial, verzögert die Erwärmung des Bodens und somit das Schlüpfen der Fliegen. Befindet sich der Baum auf einer Wiese, so ist es förderlich, diese bis zur Kirschernte nicht zu mähen.

### Ökologische Landwirtschaft
Im ökologischen Landbau werden die Kirschen durch ein engmaschiges Netz (z. B. ein Kirschbaum-Schutznetz) geschützt. Da es bei großen Bäumen nicht möglich ist, diesen komplett einzunetzen, wird der Baum regelmäßig beschnitten, damit er klein bleibt und das Netz über den ganzen Baum ausgedehnt werden kann. In der ökologischen Landwirtschaft kommen insektenschädigende Pilze zum Einsatz.

### Konventionelle Landwirtschaft
Im konventionellen Obstanbau existiert die Vorschrift, dass nur Kirschen in den Handel gelangen dürfen, die zu maximal 2 % mit Maden befallen sein dürfen. Bis vor wenigen Jahren wurde dies durch den Einsatz des Insektizids Lebaycid erzielt. Dieses Insektizid wurde in Deutschland aufgrund von negativen Auswirkungen auf die Umwelt verboten. Als Alternative wurde Dimethoat zur Bekämpfung der Kirschfruchtfliege zugelassen, das ebenfalls eine sehr hohe Wirksamkeit hat, jedoch zu einer Befallsquote führt, die sehr nah am zugelassenen Grenzwert liegt. Landwirtschaftliche Institute und die Hersteller von Schädlingsbekämpfungsmitteln führten daraufhin großangelegte Studien über die Wirksamkeit anderer Präparate zur Bekämpfung der Kirschfruchtfliege durch. Dabei stellte sich heraus, dass auch Pyrethrum- und Neempräparate eine gewisse Wirksamkeit gegen die Kirschfruchtfliege haben und in Kombination mit anderen Insektiziden die Befallsquote gegen null reduzieren können. Zudem ist seit 2005 EU-weit der Wirkstoff Acetamiprid zur Schädlingsbekämpfung im konventionellen Obstbau zugelassen.